# Bugari u Mađarskoj
Bugari su jedna od nacionalnih manjina u Mađarskoj.
Prema mađarskim službenim statistikama, u Mađarskoj je 2001. živilo 2.316 Bugara.
1.118 stanovnika Mađarske govori bugarski s članovima obitelji ili prijateljima, a 1.693 ima afinitet s kulturnim vrijednostima i tradicijama bugarskog naroda.

## Poznati Bugari u Mađarskoj
- Euzebije Fermendžin, franjevac, provincijal u Budimpešti